# Uncaria scandens
Uncaria scandens är en måreväxtart som först beskrevs av James Edward Smith, och fick sitt nu gällande namn av John Hutchinson. Uncaria scandens ingår i släktet Uncaria och familjen måreväxter. Inga underarter finns listade i Catalogue of Life.